# Woldemar Harleß

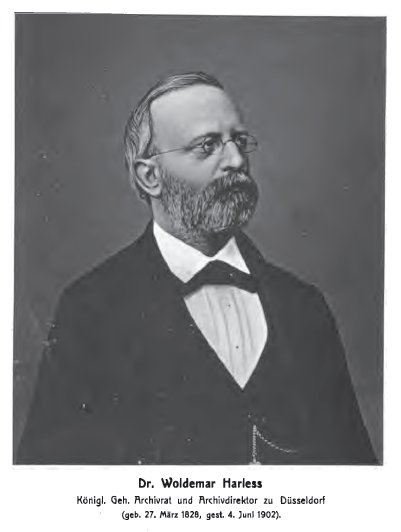
Woldemar Harleß

Julius Friedrich Heinrich Ferdinand Woldemar Harleß (* 27. März 1828 in Bonn; † 4. Juni 1902 in Düsseldorf) war ein deutscher Historiker und Archivar. Von 1866 bis 1900 leitete er das preußische Staatsarchiv Düsseldorf.

## Leben
Woldemar Harleß war der Sohn des Bonner Arztes und Medizinprofessors Christian Friedrich Harleß und dessen zweiter Ehefrau (geb. Saalmüller aus Heldburg) sowie Enkel des Humanisten Gottlieb Christoph Harleß. Er studierte Geschichte und Philologie an der Universität Bonn. Nach der Promotion (1853) war zunächst beim Germanischen Nationalmuseum (1854) und anschließend kurzzeitig im Schuldienst beschäftigt, bevor er 1855 eine Archivarsstelle beim Staatsarchiv Düsseldorf antrat. 1866 wurde ihm die Leitung des Hauses übertragen, die er bis zum Eintritt in den Ruhestand innehatte.
Nach dem Deutsch-Französischen Krieg 1870/71 bereiste er als Beauftragter der preußischen Archivverwaltung die Archive im Elsass und in den besetzten französischen Gebieten.
1873 wurde er kurzzeitig an das Ministerialarchiv Berlin sowie an das preußische Geheime Staatsarchiv abgeordnet, kehrte aber 1875 wieder an das Staatsarchiv Düsseldorf zurück. Neben seiner Tätigkeit als Archivar widmete er sich weiterhin historischen und philologischen Themen. Im September 1900 wurde er als Geheimer Archivrat in den Ruhestand verabschiedet.
Er war von 1876 bis 1901 Schriftleiter der Zeitschrift des Bergischen Geschichtsvereins und 1881 Mitbegründer der Gesellschaft für Rheinische Geschichtskunde.

## Schriften (Auswahl)
- De Fabiis et Aufidiis rerum Romanarum scriptoribus. Phil. Diss. Bonn 1853.
- Beiträge zur Kenntnis der Vergangenheit des Bergischen Landes in Skizzen zur Geschichte von Amt und Freiheit Hückeswagen. Voss, Düsseldorf 1890.